# 假红树科
假红树科只有1属1种，是单种科，假红树只生长在中美洲从哥斯达黎加到厄瓜多尔一带。
本科植物是常绿乔木，枝条丛生；单叶互生，有腺点；花大，花苞长，花瓣5数；果实大，直径达13厘米，类似椰子，皮干燥，但前面有一个尖端突出。
1981年的克朗奎斯特分类法将其列在山茶科中，1998年根据基因亲缘关系分类的APG 分类法认为应该单独分出一个科，2003年经过修订的APG II 分类法认为可以选择性地与四籽树科合并，但2007年5月7日新修订的版本将其合并到四籽树科中。